# Липовани
Липовани (слч. Lipovany) насељено је мјесто са административним статусом сеоске општине (слч. obec) у округу Лучењец, у Банскобистричком крају, Словачка Република.

## Становништво
| Година:    | 1994. | 2004.    | 2014.   | 2024. |
| ---------- | ----- | -------- | ------- | ----- |
| Број људи: | 329   | 286      | 260     | 234   |
| Разлика:   |       | -13,06 % | -9,09 % | -10 % |

| Година:    | 2023. | 2024.   |
| ---------- | ----- | ------- |
| Број људи: | 230   | 234     |
| Разлика:   |       | +1,73 % |

Према подацима о броју становника из 2024. године насеље је имало 234 становника.